# Bajo Belgrano (álbum de Spinetta Jade)
Bajo Belgrano, de 1983, es el tercer álbum de estudio de la banda de rock argentina Spinetta Jade y el décimo séptimo en el que tiene participación decisiva Luis Alberto Spinetta. 
En esta oportunidad, Spinetta Jade había tenido nuevos cambios respecto del disco anterior: César Franov había reemplazado a Frank Ojstersek en el bajo y Diego Rapoport (teclados) se había ido. El grupo se completaba con el propio Spinetta (guitarra y voz), Leo Sujatovich (teclados) y Pomo Lorenzo (batería). De este modo la banda dejó de tener dos teclados, un elemento esencial que había caracterizado el sonido de Spinetta Jade en sus primeros dos álbumes y la banda pasó a ser un cuarteto. En este álbum el sonido de Spinetta atenúa la influencia del jazz que venía dominando la música de Spinetta desde 1976 y se vuelca más hacia el pop, retomando también algunos elementos del tango.
El álbum ha sido incluido en la posición #69 entre los 100 mejores álbumes del rock argentino por la revista Rolling Stone. Las canciones "Maribel se durmió" (dedicado a las Madres de Plaza de Mayo) y "Resumen porteño" han sido consideradas entre las 100 mejores del rock argentino respectivamente por la revista Rolling Stone y MTV (#79) y el sitio rock.com.ar (#70).
En el megarrecital Spinetta y las Bandas Eternas organizado por Luis Alberto Spinetta en 2009 para celebrar sus 40 años en la música, Spinetta interpretó tres temas del álbum, "Maribel se durmió", " Era de uranio" y "Vida siempre", las tres junto a Leo Sujatovich.
El disco fue presentado junto al sexto trabajo solista de Spinetta, Mondo di cromo, el 3 de diciembre de 1983, en el Teatro Coliseo. En 1994, la empresa discográfica PolyGram, editó Bajo Belgrano en formato CD.

## Contexto

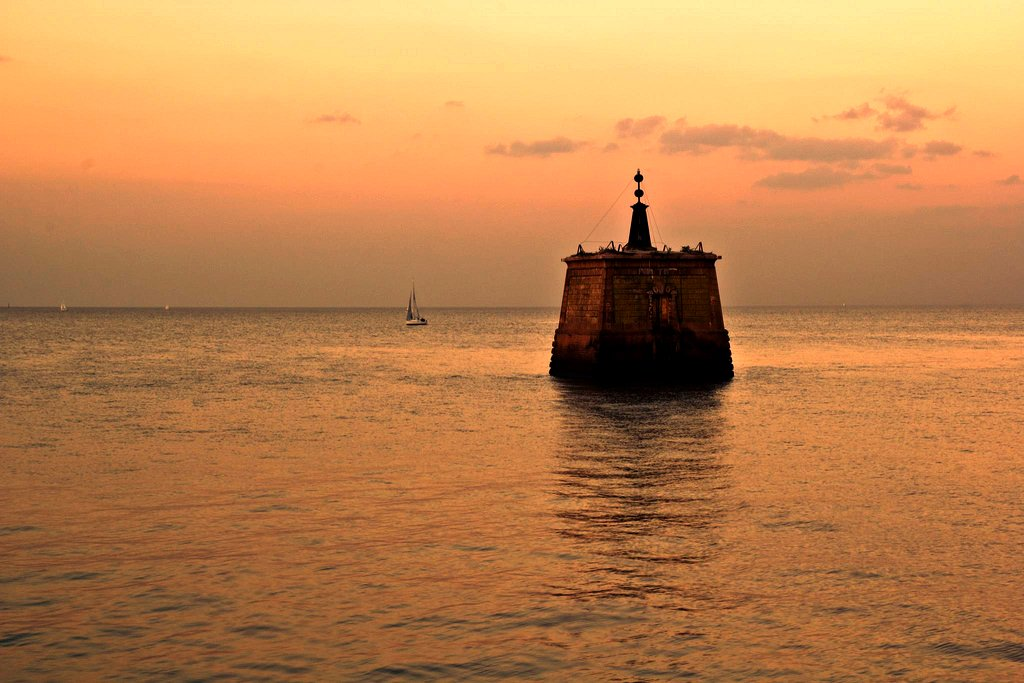
La Costanera Norte en el Bajo Belgrano, barrio en el que nació Spinetta. En este lugar fueron arrojadas sus cenizas. Ese día, su hijo Dante invitó por Twitter a los admiradores de su padre a despedirse de él "al lado del paseo de la memoria, acá en Costanera... paz". Inmediatamente después pegó una foto similar a esta, diciendo: "Este es el lugar.".

Bajo Belgrano fue lanzado en momentos en que la Argentina reconquistaba la democracia y dejaba atrás el horror de la última dictadura cívico-militar (1976-1983). Una semana después de la presentación del álbum en el Teatro Coliseo asumía el gobierno democrático encabezado por el presidente Raúl Alfonsín, debiendo enfrentar serios problemas económicos condicionados por una enorme deuda externa y el enjuiciamiento de los responsables de los atroces crímenes de lesa humanidad cometidos, evitando a la vez que los militares volvieran a tomar el poder. La dedicatoria en el álbum del tema "Maribel se durmió" a las Madres de Plaza de Mayo responde a la demanda y la ansiedad de ese momento.
Tanto la portada del álbum, como sus canciones y el video del tema "Maribel se durmió", aluden reiteradamente a los horrores de la dictadura, los desaparecidos y la esperanza que abría la democracia.

En aquel momento hubo un disco de Luis Alberto Spinetta junto con su grupo Jade que pintó casi como ninguno el clima de opresión y melancolía en la ciudad. “Bajo Belgrano” hablaba del barrio natal del Flaco, de esos personajes que deambulan sin rumbo fijo ni horizonte.
Martín Borja

Hablando de Bajo Belgrano Spinetta dice:

El disco es bien porteño... Interviene ese río tan perlado que nos ha dado una añoranza tremenda, una permanente melancolía. Yo soy de ahí, y siento esa realidad del bajo que ahora está mezclado con tanta muerte que hubo injustamente en la Argentina.

Precisamente, al momento de morir, Spinetta dejaría establecida su voluntad de que sus cenizas fueran arrojadas al Río de la Plata, en el Bajo Belgrano, al lado del lugar en el que se encuentra el Monumento a las Víctimas del Terrorismo de Estado.

## Antecedentes
El disco fue presentado, por decisión de su productor Alberto Ohanian, junto al sexto trabajo solista de Spinetta: Mondo di cromo el 3 de diciembre de 1983, en el Teatro Coliseo. Spinetta cuestionó fuertemente esa decisión, debido a que su intención era difundir fuertemente el álbum de Spinetta Jade y mantener relegado el álbum solista, que era un trabajo experimental que no lo había dejado satisfecho. El estrés y el esfuerzo llevaron a que Spinetta se quedara sin voz durante el recital, que considera el peor de su vida. Fue debido a este incidente, que Spinetta rompió su relación profesional con Ohanian.
El álbum expresa una tercera etapa en el sonido de Spinetta Jade, de la mano de la evolución musical que iba transitando la etapa "jazzera" de Spinetta y el recambio de los integrantes de la banda. En este álbum desparece el inusual dúo de teclados que había caracterizado a la banda en los dos álbumes anteriores. En esta formación desempeña un papel de gran importancia Sujatovich, en teclados y en la composición de cinco temas, uno de ellos ("Ping pong") exclusivo, y los otros cuatro ("Vida siempre", "Mapa de tu amor", "Era de uranio" y "Viaje y epílogo"), en colaboración con Spinetta.
En este álbum Spinetta también introduce algunos cambios notables en su lírica, al incorporar nuevas expresiones cotidianas a su vocabulario poético como "walkman", "auto-estéreo", "psicoanálisis", o "listo del bocho".
El sonido del álbum confirma la línea de evolución iniciada en el álbum anterior, Los niños que escriben en el cielo, buscando un sonido más pop y menos complejo, sin descuidar la calidad y las novedades tecnológicas, al mismo tiempo que retoma sonidos de fusión con el tango, retomando líneas que ya había explorado en el primer álbum de Almendra y en el tercer álbum de Invisible (El jardín de los presentes).

Hay quienes reniegan del "período Jade" en su obra, pero si conocemos su trayectoria, encontraremos hilos conductores en sus trabajos anteriores hacia este sonido elaborado, sutil y climático.

## Título
El título se refiere al barrio de nacimiento y crianza de Spinetta, el barrio del Bajo Belgrano, ubicado en el noreste de la Ciudad de Buenos Aires. Su casa natal se encontraba en Arribeños 2853, entre Congreso y Quesada. De este barrio proviene la simpatía de Spinetta por el equipo de River Plate, así como las relaciones de amistad que llevaron a la formación de Almendra.
Spinetta estaba muy conectado a su barrio y al Río de la Plata que baña sus costas:

Desde mi niñez, cuando con mi padre íbamos caminando hasta el río, se siguen produciendo dentro de mi todas las emociones y las pasiones provenientes de la profunda actividad de este enorme lugar de agua dulce, que aunque lo intente no puede doblegar su instinto de evolución hacia un más vasto océano... Es entonces importante para mí expresar que la música del Río de la Plata es aquella respuesta inmediata y sin concesiones que se antepone a las diferencias entre los pueblos, las lenguas, los credos.
Luis Alberto Spinetta

Pero también están en el Bajo Belgrano la Escuela de Mecánica de la Armada (ESMA), uno de los principales centro clandestinos de detención que aún funcionaban en ese momento, el aeropuerto militar de Aeroparque, desde donde partían los aviones que tiraban a los detenidos-desaparecidos al Río de la Plata. En el Bajo Belgrano se encuentra actualmente el Parque de la Memoria de Buenos Aires.

Yo soy de ahí y siento esa realidad del Bajo que ahora está mezclado con tanta muerte que hubo injustamente en Argentina.
Luis Alberto Spinetta

Además, desde su poesía, la música del río de la Plata ha resistido la injusticia tantas veces inscripta en nuestros pueblos, dibujando la voz de las almas que deambulan por sus orillas.
Luis Alberto Spinetta

## Portada y barrio

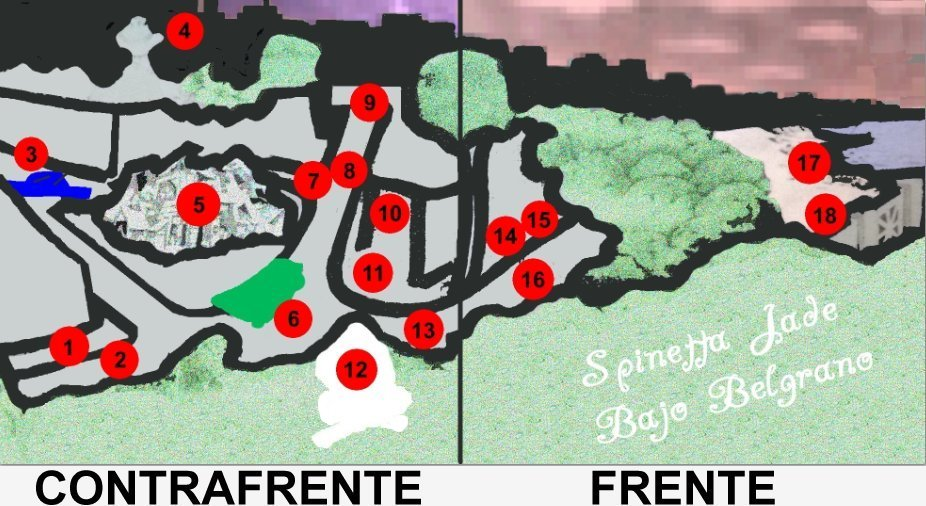
Mapa explicativo de la portada de Bajo Belgrano. 01. Joven corriendo 02. Mujer paseando el perro 03. Auto de policía 04. Tanguero deshojándose 05. Villa del Bajo Belgrano demolida 06. Falcon verde 07. Motocicleta 08. Colectivo 09. Tren 10. Taller Mecánico "El Cabezón" 11. Mujer en minifalda 12. Muchacha 13. Niña patinando 14. Mujer barriendo 15. Anciano sentado 16. Camión de mudanzas "La Nueva Fe" 17. Niño pescando en el Río de la Plata
18. Adolescente apoyado en la Costanera Norte

La tapa y contratapa del álbum es un solo dibujo continuo, obra de Eduardo Santellán, dibujante e historietista de revistas como el Expreso Imaginario, El Péndulo, Mutantia, Skorpio y Fierro, quien también había realizado recientemente para Almendra la tapa del álbum El valle interior. Años después Spinetta preparía un libro de poemas ilustrados por Santellán, que quedaría inconcluso a causa de la muerte del dibujante en 2011. Parte de este libro fue expuesto y publicado en el catálogo, durante la exposición "Spinetta: los libros de la buena memoria", realizada por la Biblioteca Nacional en octubre de 2012.
El dibujo de la tapa y contratapa como se ha dicho es un solo dibujo rectangular, plegado a la mitad en dos cuadriláteros, de modo tal que el frente del álbum corresponde al cuadrilátero derecho y el contrafrente, al cuadrilatero izquierdo. El dibujo entero es el Bajo Belgrano, el barrio de Luis, representado con un estilo onírico. En la tapa (cuadrilátero derecho), el barrio aparece cubierto por un cielo anaranjado, que indica el amanecer. En la contratapa (cuadrilátero izquierdo), el barrio aparece de noche.
- Frente (cuadrilátero derecho). A primera vista el barrio se presenta amaneciendo, con una fuerte presencia de la naturaleza: el río, los árboles, plantas y flores. Un niño pesca y un adolescente de pelo largo y enrrulado está apoyado en la baranda de la costanera. La ciudad se adivina en las siluetas de los edificios al fondo, mientras que a la izquierda apenas se deja ver el comienzo de la parte urbanizada del barrio, con una mujer barriendo la vereda al lado de un anciano sentado en un banco y un camión de mudanzas de la empresa "La Nueva Fe", avanzando por la calle. En ese ambiente primordialmente natural, una enredadera forma las palabras "Spinetta Jade Bajo Belgrano", rodeada de plantas y flores humedecidas con gotas de rocío.

- Contrafrente (cuadrilátero izquierdo). Impacta el contraste con el frente. Es de noche en el barrio y se muestra caótico, urbano, lleno de personas y automóviles. El centro del dibujo es una manzana cuyas casas, de madera y chapa, parecen demolidas o derrumbadas. Entre las ruinas pueden verse varias mujeres desnudas asomando de las ventanas, una de ellas mostrando los pechos, delante de un auto sin ruedas un gato blanco persigue a un ratón negro, dos niños pelean entre la basura, una niña está sentada en el umbral de una casilla, una mujer lava la ropa y unos enormes pies asoman de los escombros. Detrás de la manzana demolida puede verse un auto de policía, con los policías armados con armas largas y asomando por las ventanas. Parecen perseguir una moto que va más adelante con dos jóvenes, un hombre y una mujer. Del otro lado de la manzana demolida puede verse un auto civil verde, probablemente un Ford Falcon, con una sirena en el techo. El conductor lleva anteojos negros y el acompañante se asoma de la ventana con un arma. El resto del barrio parece estar viviendo su vida cotidiana. A la derecha se ve el Taller Mecánico "El Cabezón", con el mecánico trabajando debajo de un auto. En la puerta del taller dos jóvenes están hablando. Cerca de ellos, en la esquina, está parada una mujer con minifalda negra, mientras una chica pasa por delante patinando. Hacia la izquierda del dibujo, un niño anda en bicicleta y una mujer cruza la calle con un perro. Al lado de ella un joven parece estar corriendo. Del otro lado puede verse un hombre joven barbudo caminando y más allá un viejo colectivo, un auto, la barrera y el tren pasando. En el fondo, por encima del techo de las casas del barrio, asoma el torso espectral de un hombre de enorme tamaño, con sombrero tanguero, deshojándose. Contrastando con el panorama en el que conviven lo cotidiano y lo dramático, en la parte delantera del dibujo y en una posición elevada sobre el resto del barrio, puede verse una muchacha sentada, con las piernas cruzadas y el pelo suelto cayendo sobre sus hombros, vestida con una túnica y sandalias, rodeada de flores, ante un frontispicio y mirando al observador.

Eduardo Blaustein y otros ensayistas han hecho notar que la portada de Bajo Belgrano se refiere al desalojo y erradicación violenta durante la última dictadura, de la famosa villa miseria del Bajo Belgrano, que cambió drásticamente el perfil urbanístico y social del barrio, e incluso su propia identidad.
Una de las canciones emblemáticas de River Plate, equipo del Bajo Belgrano del que era simpatizante Spinetta, alude a la identificación del barrio con la villa diciendo:

Somos del barrio Bajo Belgrano
el que no es chorro es criminal
el más cobarde mató a su madre
y el más valiente pa' qué vamos a hablar.

Cuide señora su gallinero
porque esta noche vamo'a afanar
una gallina para el puchero
porque mañana tenemo' que morfar.

La villa miseria del Bajo Belgrano fue violentamente erradicada y arrasada a comienzos de 1978, a pocos días de que comenzara la Copa Mundial de Fútbol de 1978, que tuvo su sede central justamente en el estadio de River Plate a unas diez cuadras de la casa de Spinetta. La violencia de la dictadura garantizó el desalojo, demoliendo 295 viviendas y erradicando a 973 personas, liberando así 7 hectáreas para negocios inmobiliarios de alto valor.

Ahí está la ilustración en la tapa y contratapa del disco (Bajo Belgrano), hecha por Eduardo Santellán. La línea lejana de los rascacielos como horizonte turbio, de un lado. Alguien pescando en la costa cochambrosa del río. En una orilla del barrio, la señora barriendo la vereda y el viejo en la silla de paja. Y en el reverso del disco, en el centro, la villa que parece vencerse por su propio peso, como un castillo de naipes. Alrededor el barrio: casas de gente decente, el taller mecánico "El cabezón", la panadería, el café bar, el colectivo 42, la mina paseando al perro. Un patrullero hace la ronda a la izquierda, con un cana asomando el arma larga. A la derecha, algo demasiado parecido a un Falcon verde, con la sirena improvisada sobre el techo, y en su interior los pesados de anteojos oscuros, asomando también las Itakas. Hay un detalle más: un viejo camión cargado con muebles y colchones. "La nueva fe", se llama la empresa de mudanzas.
Eduardo Blaustein

Varias canciones del álbum aluden a la erradicación de la villa del Bajo Belgrano y a la violencia desplegada durante la última dictadura.
Spinetta señaló también que en el Bajo Belgrano "o por ahí", estaba ubicado el más tétrico de los centros clandestinos de detención, la ESMA, a apenas unas pocas cuadras de su casa, aunque ya fuera de los límites formales del barrio:

Verdaderamente creo que en el Bajo Belgrano o por ahí, así como ha habido grandes amores parece ser que cada vez más nos enteramos que también hubo enormes tragedias.
Luis Alberto Spinetta

## Los temas
El álbum comienza con "Canción de Bajo Belgrano", un tema que carece de introducción musical y se inicia directamente con Spinetta cantando "la mañana lanza llamas", coincidiendo con la imagen frontal de la portada del disco. El periodista Eduardo Blaustein cita completa la letra de esta canción en su libro Prohibido vivir aquí, relacionándola con la portada del álbum y la violencia de la dictadura que en 1978 arrasó en pocos días la villa miseria del Bajo Belgrano. El juego de palabras de la última estrofa de la canción («Bajo Belgrano, amor ascendente»), parece referirse a la imagen de la muchacha en el dibujo de la parte posterior de la portada.
El segundo tema, "Vas a iluminar la casa", es un tema pop, rápido, que comienza con un riff bajo. Este tema es uno de los tres del álbum que incluye la percusión del uruguayo y ex shaker Osvaldo Fatorusso, uno de los precursores del rock latino.
El tercer tema es "Maribel se durmió", el más corto del álbum (2:34) y uno de los grandes temas de Spinetta, incluido entre las 100 mejores canciones de la historia del rock argentino (#79), por la revista Rolling Stone y MTV. La canción fue dedicada en el álbum a las Madres de Plaza de Mayo. Spinetta ha explicado que la melodía es una derivación de la Novena Sinfonía de Beethoven y que el tema está inspirado en la angustia que él enfrentó cuando su hijo Valentino enfermó gravemente.

En realidad yo compuse “Maribel” acompañando la convalecencia de Valentino. Yo le silbaba la Novena Sinfonía de Beethoven y de ahí surgió la melodía de la canción. Mientras la tarareaba fui llegando a la conclusión de que si a Valen le pasaba algo malo, yo iba a tener que seguir cantando esa melodía, que no iba a llorar toda mi vida. Probablemente eso sea sólo una teoría, pero la letra tiene ese sentimiento: “canta tus penas de hoy”. Este trasfondo me motivó a dedicarle el tema a las Madres de Plaza de Mayo para que no llorasen a todos los seres que desaparecieron, sino que les cantasen.
Luis Alberto Spinetta

La banda difundió el álbum con un video, precisamente con el tema "Maribel se durmió". En el video Maribel aparece simbolizando a los desaparecidos y a las Madres de Plaza de Mayo. La canción ha quedado en el imaginario colectivo argentino como símbolo de los desaparecidos.
El cuarto track es "Vida siempre", el segundo más extenso del álbum (5:53), compuesto por Spinetta y Leo Sujatovich, uno de los tres temas del álbum que Spinetta incluyó en el megarrecital Spinetta y las Bandas Eternas en 2009 para celebrar sus 40 años en la música. Se trata de una bella balada valseada con aire de jazz y una compleja melodía, en la que se destaca el piano de Sujatovich y un notable solo de guitarra de Spinetta.
El quinto tema es "Ping pong", un instrumental compuesto por Sujatovich en el que se luce toda la banda, incluyendo a Fattoruso, con un notable solo de bajo de César Franov, entonces con 18 años, al que Spinetta elogió en el recital de presentación de la banda como un músico que podía tocar cualquier cosa.

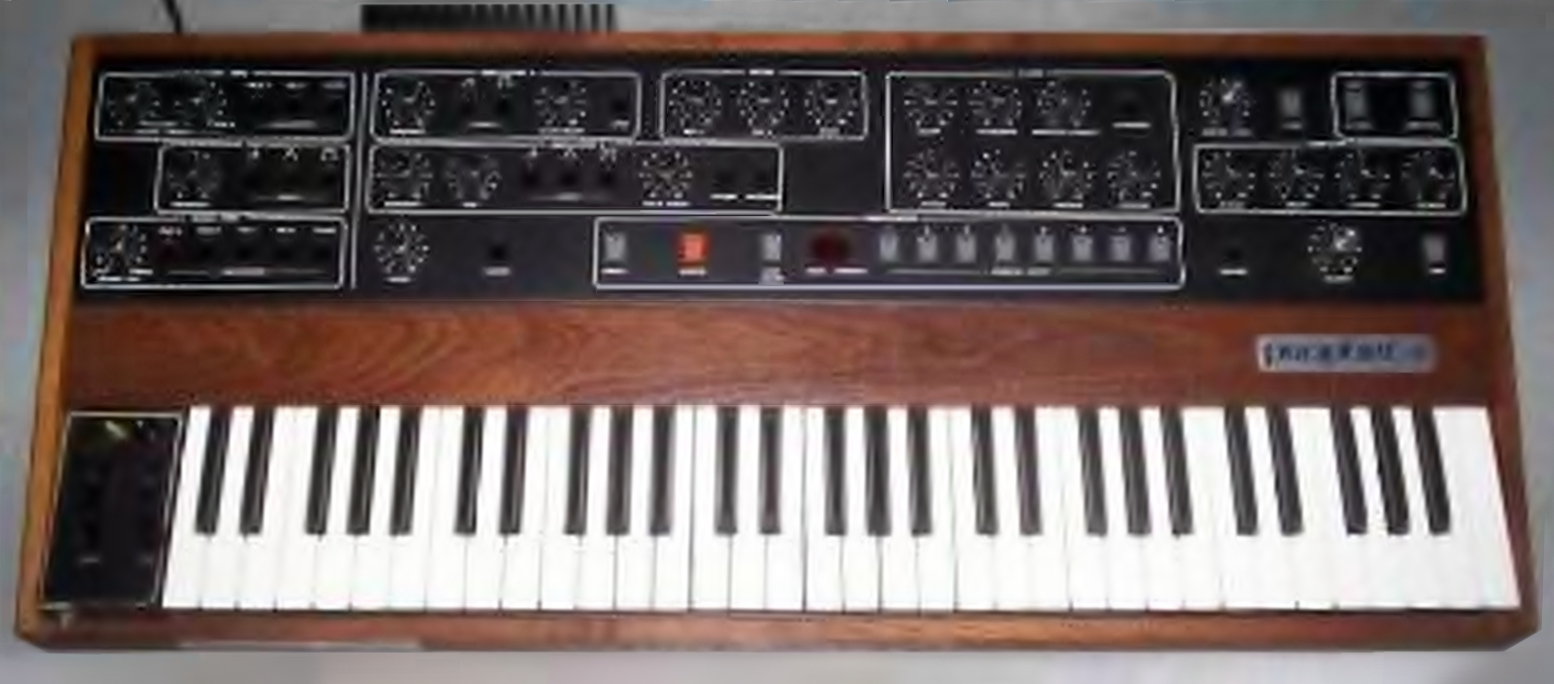
El sintetizador analógico Prophet-5 de SCI. Introducido en Argentina por Sujatovich en 1983. "Mapa de tu amor" es una de las primeras canciones en la que el público argentino pudo oírlo y marca un hito de cambio en la música popular argentina.

El sexto track es "Mapa de tu amor", otro tema compuesto por Spinetta y Sujatovich. Es una canción pop con una melodía pegajosa, de estilo FM. En este tema Sujatovich introduce una novedad revolucionaria para la música argentina al ejecutar un sintetizador Prophet 5, produciendo una importante renovación tímbrica en el rock nacional. Spinetta se burla de sí mismo al anunciar esta canción en el recital de presentación, diciendo "para ti muchacha", con tono de presentador radial. Es la tercera y última en la que aparece la percusión de Fattoruso, con un aire de candombe.
El séptimo track es otro de los temas destacados del cancionero de Spinetta: "Resumen porteño", incluido en la lista de los 100 mejores temas del rock argentino elaborada por el sitio rock.com.ar (#70). La letra habla de tres jóvenes y sus angustias, Ricky, Águeda y Cacho y termina con una imagen impresionante, cuando Cacho pesca en el río, que se refiere directamente a la dictadura y a los desaparecidos:

...la verdad es que da impresión
ver los blancos peces en un nylon
cuando es tan temprano

Usualmente... sólo flotan cuerpos a esta hora.

El octavo tema es "Era de uranio", compuesto junto a Sujatovich y que fue el tercer tema del álbum incluido por Spinetta en el megarrecital de las Bandas Eternas, en la que se destaca la introducción de solo de piano de Sujatovich y la "preciosa melodía" de la canción, definida por la sucesión la-re-la-re/sol-do-sol-do, indudablemente spinetteana, que se corresponde con cada sílaba de la letra con la que comienza cada estrofa.
"Cola de mono" es el noveno track. Una canción rápida en ritmo de twist, que se relaciona con el cóctel homónimo de origen chileno. Spinetta encuentra en el tema una significación «dolménica [y] fálica»: «algo de mi virilidad está puesto en esta terminología».
El álbum cierra con "Viaje y epílogo", el cuarto tema del disco compuesto entre Spinetta y Sujatovich, una canción cuya letra comienza y termina con puntos suspensivos y que impulsa a seguir en movimiento, «que la luz no lleva miedo».

## El recital abierto de Barrancas de Belgrano
El 26 de enero de 1984, Spinetta reunió a una multitud en uno de los recitales gratuitos organizados por el nuevo gobierno democrático de la Ciudad de Buenos Aires en las Barrancas de Belgrano, precisamente su barrio. Y allí en su barrio, Spinetta tocó los temas de Bajo Belgrano y abrió el recital exclamando humorísticamente: "¡Hola vecina!". El recital ha sido recordada como "la mejor postal de aquella primavera democrática".
El Flaco cerró su recital con "Resumen porteño". Poco antes, al tocar "Canción de Bajo Belgrano" dijo:

Verdaderamente creo que en el Bajo Belgrano o por ahí, así como ha habido grandes amores parece ser que cada vez más nos enteramos que también hubo enormes tragedias. No sé por qué se me ocurrió a mi hablar de esto que está tan ligado a mi infancia, pero de una cosa feliz. Y de golpe estamos muy cerca de esa zona. Tratemos de tirarle una bomba, cosa de que se levanten de abajo.
Luis Alberto Spinetta

## Lista de temas
1. Canción de Bajo Belgrano (Spinetta) - 3:32
2. Vas a iluminar la casa (Spinetta) - 3:12
3. Maribel se durmió (Spinetta) - 2:34
4. Vida siempre (Spinetta - L. Sujatovich) - 5:53
5. Ping pong (L. Sujatovich) - 4:47
6. Mapa de tu amor (Spinetta - L. Sujatovich) - 4:41
7. Resumen porteño (Spinetta) - 3:57
8. Era de uranio (Spinetta - L. Sujatovich) - 4:21
9. Cola de mono (Spinetta) - 3:19
10. Viaje y epílogo (Spinetta - L. Sujatovich) - 3:58

## Músicos
- Luis Alberto Spinetta: Guitarra y voces.
- Leo Sujatovich: Piano Yamaha acústico y eléctrico, Piano Rhodes, Prophet V y Synergy.
- César Franov: Bajo con y sin trastes.
- Héctor "Pomo" Lorenzo: Batería.

### Invitado
- Osvaldo Fattoruso: Percusión en Ping Pong, Mapa de tu amor y Vas a iluminar la casa.